# Willem Pijper
Willem Frederik Johannes Pijper (Zeist, Països Baixos, 8 de setembre de 1894 - Leidschendam, Països Baixos, 19 de març de 1947) va ser un compositor neerlandès.
És reconegut com el compositor neerlandès més destacat i influent de la seva generació. En gran part autodidacte, durant la dècada de 1920 va esdevenir un dels creadors més innovadors d’Europa, explorant la "tècnica cel·lular", així com la politonalitat i la bitonalitat. Com a professor amb una dilatada carrera als Conservatoris d’Amsterdam i Rotterdam, va deixar una profunda empremta en diverses generacions de compositors neerlandesos. El seu ampli i divers llegat inclou òperes, tres simfonies, concerts per a piano, violí i violoncel, cinc quartets de corda i nombroses obres de cambra.
Pijper va destacar per la seva gran versatilitat, involucrant-se en múltiples àmbits: va ser crític i assagista, creador d'una "escola" de composició, pedagog i director de conservatori, examinador, editor d'una revista musical, biòleg, automobilista i molt més.

## Biografia
Es va criar en un ambient calvinista i humil, en un poble als voltants d'Utrecht. A causa dels episodis freqüents de bronquitis i asma, va rebre educació a casa fins als 14 anys, moment en què va començar a assistir a l'institut d'Utrecht. El 1911 es va matricular a l'Escola de Música Toonkunst d'Utrecht (més tard el Conservatori d'Utrecht) i va rebre classes de composició de Johann Wagenaar i de piano de Helena Johanna van Lunteren-Hansen. A partir del 1915 va continuar les lliçons de composició en privat durant tres anys més.
Quan es va casar amb Annie Werker el 1918, la família d'ella li va obrir noves portes tant en l'àmbit social com musical a Utrecht. Va rebre també una forta influència de dos destacats francòfils de més edat: el compositor Alphons Diepenbrock i el crític i compositor Jan Brandts Buys. El mateix any, Willem Mengelberg li va estrenar la Primera Simfonia amb l'Orquestra del Concertgebouw i li va portar el reconeixement nacional.
Al mateix temps de ser professor de composició al Liceu de Música d'Amsterdam, per guanyar-se la vida, Pijper va escriure crítiques musicals i assaigs a diaris i publicacions periòdiques. Va començar la seva carrera com a crític musical l'any 1917 a l'Utrechts Dagblad. Amb les seves ressenyes directes i precises, va desafiar tant la mediocritat com l'amateurisme. Un dels blancs de les seves crítiques va ser el director Jan van Gilse, director de l'Orquestra Municipal d'Utrecht (USO), qui va dimitir del seu lloc l’any 1922 a causa de les observacions de Pijper sobre el seu estil de direcció i va marxar de la localitat. Aquest esdeveniment va provocar un gran enrenou a escala nacional i va consolidar la seva fama com a assagista musical.

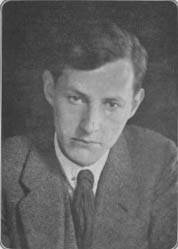
Willem Pijper el 1923

El 1920, amb l'òpera Heer Halewijn i el Septet, Pijper va establir un estil compositiu radical que el va situar al capdavant de l'avantguarda musical dels Països Baixos. L'any 1923, va representar el seu país en festival anual de música contemporània, l'ISCM, a Salzburg.
A la primavera de 1925, una relació amb la seva alumna Iet Stants va culminar de manera tràgica, portant-lo a intentar suïcidar-se al juliol. Posteriorment, es va separar de la seva esposa i es va establir a Amsterdam, on Sem Dresden el va nomenar professor de composició i orquestració al Conservatori d'Amsterdam. El 1926 va fundar la revista De Muziek, juntament amb Paul F. Sanders. Paral·lelament, va iniciar una relació amb l'escriptora Emmy van Lokhorst, amb qui es va casar l'any 1927.
Des de 1930 fins a la seva mort va ser director del Conservatori de Rotterdam. Entre els seus alumnes hi ha Henk Badings, Bertus van Lier, Henriëtte Bosmans, Oscar van Hemel, Guillaume Landré, Hans Henkemans, Kees van Baaren, Rudolf Escher i Jan van Dijk. A la segona meitat de la dècada de 1930 va escriure sobre música per al Groene Amsterdammer. El 1938, Pijper es va afiliar a una lògia maçònica i, al mateix temps, va començar a estudiar astrologia. Durant aquest període i durant la Segona Guerra Mundial, es va interessar per la guematria (un tipus de raonament numerològic en la música, amb arrels en els polifonistes holandesos i en Bach) i altres formes de pensament simbòlic.
Després d'assistir al Festival ISCM de Londres l'estiu de 1946, va caure malalt i Li van diagnosticar càncer al novembre. Va morir quatre mesos més tard, el 19 de març de 1947 als 52 anys a Leidschendam. Al Kop van Zuid de Rotterdam hi ha una estàtua de bronze de Pijper, feta per Willem Verbon.

## Música

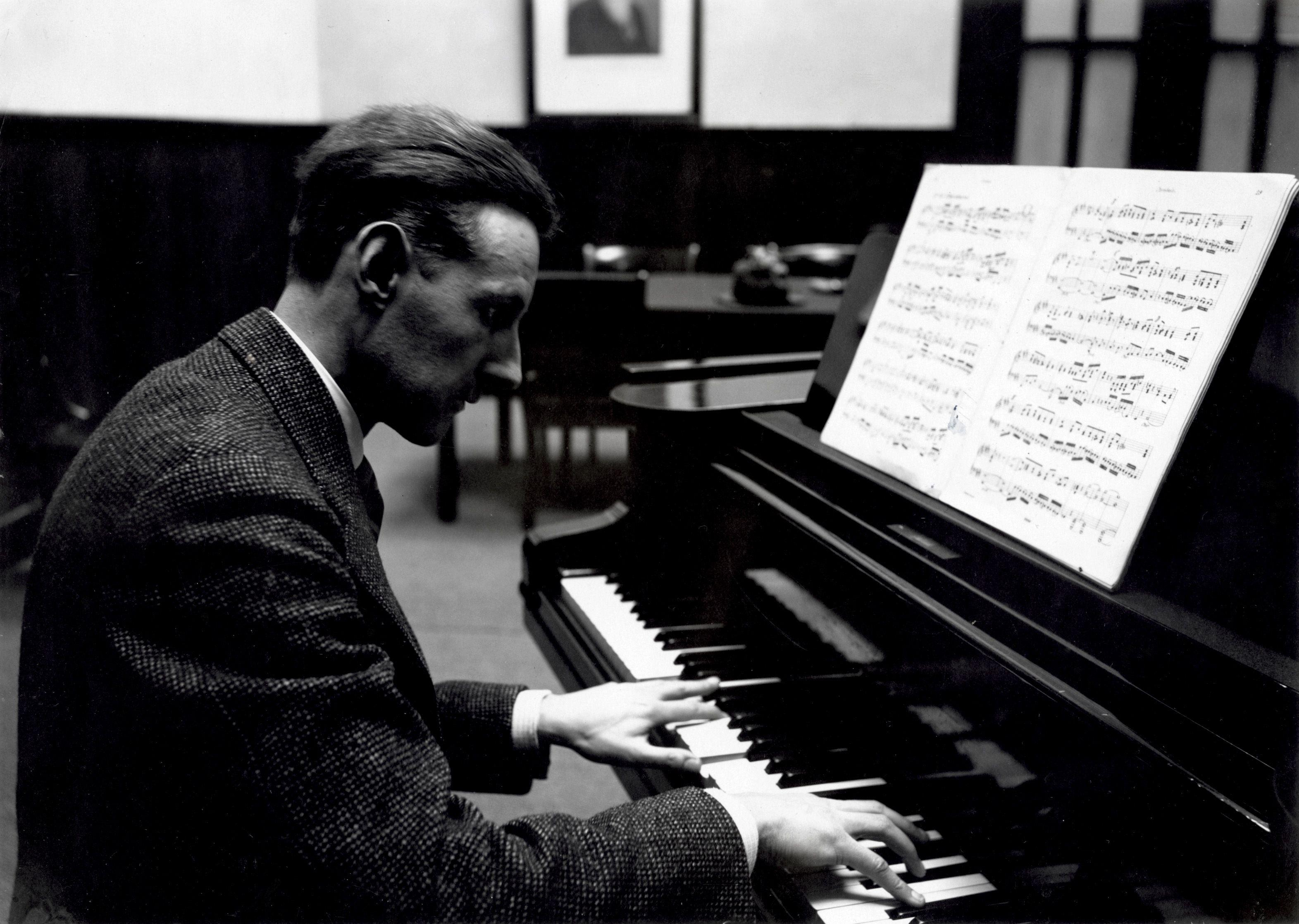
Willem Pijper el 1935

Com a compositor, Pijper va ser influenciat al principi pel romanticisme tardà alemany i Gustav Mahler en particular, com ho demostra la seva Primera Simfonia (1917). Aviat va recórrer a l'impressionisme francès de Claude Debussy i Maurice Ravel. Després de 1920 va lluitar per una música absoluta, lliure de referències literàries. Els seus líders en aquell moment eren principalment Darius Milhaud, Ígor Stravinski i Béla Bartók. Va utilitzar la politonalitat i el poli ritme en les seves obres. Com a mètode compositiu va utilitzar la "tècnica cèl·lular" que va inventar, en la qual tota mena de motius es col·loquen contra un centre sonor que roman en gran part inalterable. La seva preferència pels ritmes espanyols com el tango i l'havanera es pot dir que és una mica sorprenent. El seu estil rítmicament agut i concís evita els moments lírics.
A partir de l'any 1932, Pijper va començar a compondre de manera més suau i transparent. Durant aquests anys va escriure les òperes Halewijn i Merlijn (aquesta última inacabada). Tot i que va triar un camí fonamentalment diferent de l'atonalitat i la tècnica de dotze tons de la Segona Escola vienesa, va fer una important contribució al desenvolupament de la música moderna als Països Baixos.
Willem Pijper també va escriure música maçònica, inclosos els Sis Adages (1940).
Poc abans de l'atac alemany als Països Baixos el 1940, Pijper va dipositar gran part de les seves composicions en una caixa de seguretat d'un banc. Tots els manuscrits que guardava a casa es van perdre durant el bombardeig de Rotterdam el 14 de maig de 1940.

## Llista d'obres
- Música orquestral
  - Simfonia núm. 1 Pan (1917)
  - Simfonia núm. 2 (1921)
  - Simfonia núm. 3 (1926)
  - Sis adagios (1940)
  - Sis epigrames simfònics (1928)
  - Concert per a piano i orquestra (1927)
  - Peça orquestral amb piano (1915)
  - Concert per a violí i orquestra (1938–39)
  - Concert per a violoncel sol i orquestra (1936/47)

- Música de cambra]
  - Septet per a flauta/flautí, oboè/corn anglès, clarinet, fagot, trompa, contrabaix i piano (1920)
  - Sextet per a flauta, oboè, clarinet, fagot, trompa i piano (1923)
  - Phantasie per a flauta, oboè, clarinet, fagot, trompa i piano (1927), basada en la Phantasie für eine Spieluhr de Mozart, 1791
  - Quintet per a vents: flauta, oboè, clarinet, fagot i trompa (1929)
  - Quartet de corda núm. 1 (1914)[a]
  - Quartet de corda núm. 2 (1920)
  - Quartet de corda núm. 3 (1923)
  - Quartet de corda núm. 4 (1928)
  - Quartet de corda núm. 5 (1946)
  - Quattro Pezzi Antichi per a 3 violins i violoncel (1923)
  - Trio per a flauta, clarinet i fagot (1926–27)
  - Trio núm. 1 per a violí, violoncel i piano (1914)
  - Trio núm. 2 per a violí, violoncel i piano (1921)
  - Sonata per a flauta i piano (1925)
  - Sonata núm. 1 per a violí i piano (1919)
  - Sonata núm. 2 per a violí i piano (1922)
  - Sonata núm. 1 per a violoncel i piano (1919)
  - Sonata núm. 2 per a violoncel i piano (1924)
  - Sonata per a violí sol (1931)
  - Passepied per a carilló (1916)

- Música per a piano
  - De Boufon, Het Patertje Langs den Kant, Scharmoes per a piano sol (1926), dins la sèrie "Danses populars del món"
  - Sonata per a piano (1930)
  - Sonata per a dos pianos (1935)
  - Sonatina núm. 1 per a piano (1917)
  - Sonatina núm. 2 per a piano (1925)
  - Sonatina núm. 3 per a piano (1925)
  - Tema i cinc variacions per a piano sol (1913)
  - Tres aforismes per a piano sol (1915)

- Coral 
  - La fille morte dans ses amours (1921), de Deux Ballades de Paul Fort
  - Le marchand de sable geork núms. 1 i 2 (1934), de Deux Ballades de Paul Fort
  - Cançó Réveilles-vous piccars (1932–33)
  - De Lente Komt (1917) (René de Clercq)
  - Op den Weefstoel (1918) (René de Clercq)
  - Heer Danielken (1925)
  - Heer Halewijn (1920)
  - Vanden Coning van Castilien (1936)

- Vocal (amb acompanyament instrumental)  
  - Fête Galantes (1916) (Paul Verlaine)
  - Hymne (1941–43) (Pieter Cornelis Boutens)
  - Cançons de The Tempest (1930) (William Shakespeare)
  - Die Nächliche Heerschau (1922/43) (Carl Löwe)
  - Romance sans paroles, C'est le chien de Jean de Nivelle (1921) (Paul Verlaine)

- Veu i piano  
  - Allerseelen (1914) (H. von Gilm)
  - Douwdeuntje (1916) (René de Clercq)
  - Fêtes Galantes (1916) (Paul Verlaine)
  - Two Songs on Ancient Dutch Texts (1923)
  - Four Songs (1916) (Bertha de Bruyn)
  - La Maumariée (1919–20)
  - Huit Noëls de France (1919)
  - Acht oud-Hollandsche liederen, primera sèrie (1924)
  - Acht oud-Hollandsche liederen, segona sèrie (1935)
  - Oud-Hollandsche minneliederen (1920/1942)
  - Vieilles chansons de France (1918/1946)
  - Twee Wachterliederen (1934)
  - Zestiende-eeuwsch Marialied (1929)

- Música incidental 
  - Antigone (1920/1926) (Sòfocles/Balthazar Verhagen)
  - De Bacchanten (1924) (Eurípides/Verhagen)
  - De Cycloop (1925) (Eurípides/Verhagen)
  - Faëton of Reuckelose Stoutheit (1937) (Joost van den Vondel)
  - The Tempest (1929–30) (William Shakespeare)

- Òpera 
  - Halewijn (1932–34), drama simfònic en 9 escenes
  - Merlijn (1939–42) (inacabada), drama simfònic en 3 actes (Simon Vestdijk, llibret)

## Publicacions
- De quinten-cirkel, assaigs sobre música. Querido, Amsterdam, 1929.
- De stemvork, assaigs sobre música. Querido, Amsterdam, 1930.
- Het papieren gevaar - Verzamelde geschriften (1917-1947). 3 vols. + registre, editat per Arthur van Dijk. Muziek Centrum Nederland, Amsterdam, 2011. ISBN  978-90-6375-217-0
- In het licht van de eeuwigheid. Het leven in brieven 1917-1947, editat, introduït i anotat per Arthur van Dijk. De Arbeiderspers, Amsterdam, 2019, Privé-domein núm. 305. ISBN 978-90-295-0548-2